# 쇼다이부
쇼다이부(일본어: 諸大夫 しょだいぶ[*])는 일본 고대부터 근세에까지 있었던 관인의 계층의 명칭이다.

## 개요
본래의 율령체제 하에서 공경에 버금가는 신분을 가진 관인들, 즉 4위・5위의 귀족 (단 4위라도 참의에 임하고 있는 자는 공경이므로 제외한다)을 지칭한 호칭이었다. 그런데 왕조국가라 칭할 수 있는 10세기 말에서 11세기 초가 되자, 4위・5위 중에서도 참의 (공경) 뿐만 아니라 승전을 허가받은 전상인을 제외한 사람들 (즉 '지하인')을 가리키는 호칭이 되었다. 이는 왕조국가에서는 천황과 개별 정신들의 관계가 중시되어 '승전'의 허가 여부가 신분을 나누는 기준이 되었기 때문이다 (다만 승전을 허용하지 않은 공경인 "지하의 너희 / 공달"이라 불린 사람들은 쇼다이부보다 격상에 위치한다). 이에 근거하면 승전의 자격은 천황의 즉위로 일단 백지화되고, 다시 전상인이 정해지므로 쇼다이부의 신분으로 돌아가는 사람도 등장하게 되지만, 실제로는 출신, 가격에 따라 "너희"로 자기매김하거나 반대로 쇼다이부로 자리매김하게 된다. 전자는 후지와라 북가에서도 셋케를 필두로 한 후지와라노 타다히라의 후손인 사람들과, 우다 겐지, 다이고 겐지, 무라카미 겐지 사람들은 장래에 공경이 될 수 있는 사람들로, 승전 자격이 없는 4위・5위라하더라도 '너희들'로 대접받고, 후자는 셋케의 가사・가례로서 셋케에 봉사하는 가격인 자는 비록 공경・전상인이라 하더라도 셋칸가의 사람들로부터는 '쇼다이부'로 칭해졌다 (원래 이러한 가격의 사람들은 쇼다이부 신분에 머무르는 존재였으나, 인세이가 성립하자, 인사권이 치텐노키미에게로 넘어가, 치텐노키미와 각각 조정 가신들의 관계에 의해 승전이나 3위 이상에 서위가 인정됨으로써 생겼다.)
10세기부터 12세기에 걸친 왕조국가 체제를 지탱한 실무관인 상층부는 주로 이 계층의 가문에서 공급받아 관계에서 승진을 거듭해 5위에 오르면 현지 부임국사의 최대관, 즉 수령으로 지방근무를 맡아 지방 통치의 책임자가 되어 강권을 휘두르고 축재에 힘쓰는 것이 관습이었다. 조정 관제 기구의 실질적인 운영은 이 계층에 의해 담당되었고, 또 왕조문학을 발전시킨 세이 쇼나곤이나 무라사키 시키부 등이 이 계층에 출자한 여관이었듯이 왕조 문화의 중요한 담당자였다. 이 시대의 상급무사도 무예 담당 실무관인으로서 이 계층에 속해 있었으며, 사무라이 신분의 일반무사를 케닌으로 하는 것으로 통괄하고 있었다.
근세에 이르러서는 공가에서는 친왕가・섭가 등의 가사(家司)가 이 계층으로 여겨져 이들의 직명이 되었다. 무가에서는 5위의 다이묘・하타모토가 이 벼슬에 꽤 많이 있었기 때문에, 이 직명으로 불렸다.